# Hymnus
Hymnus is een compositie van Christian Sinding. 

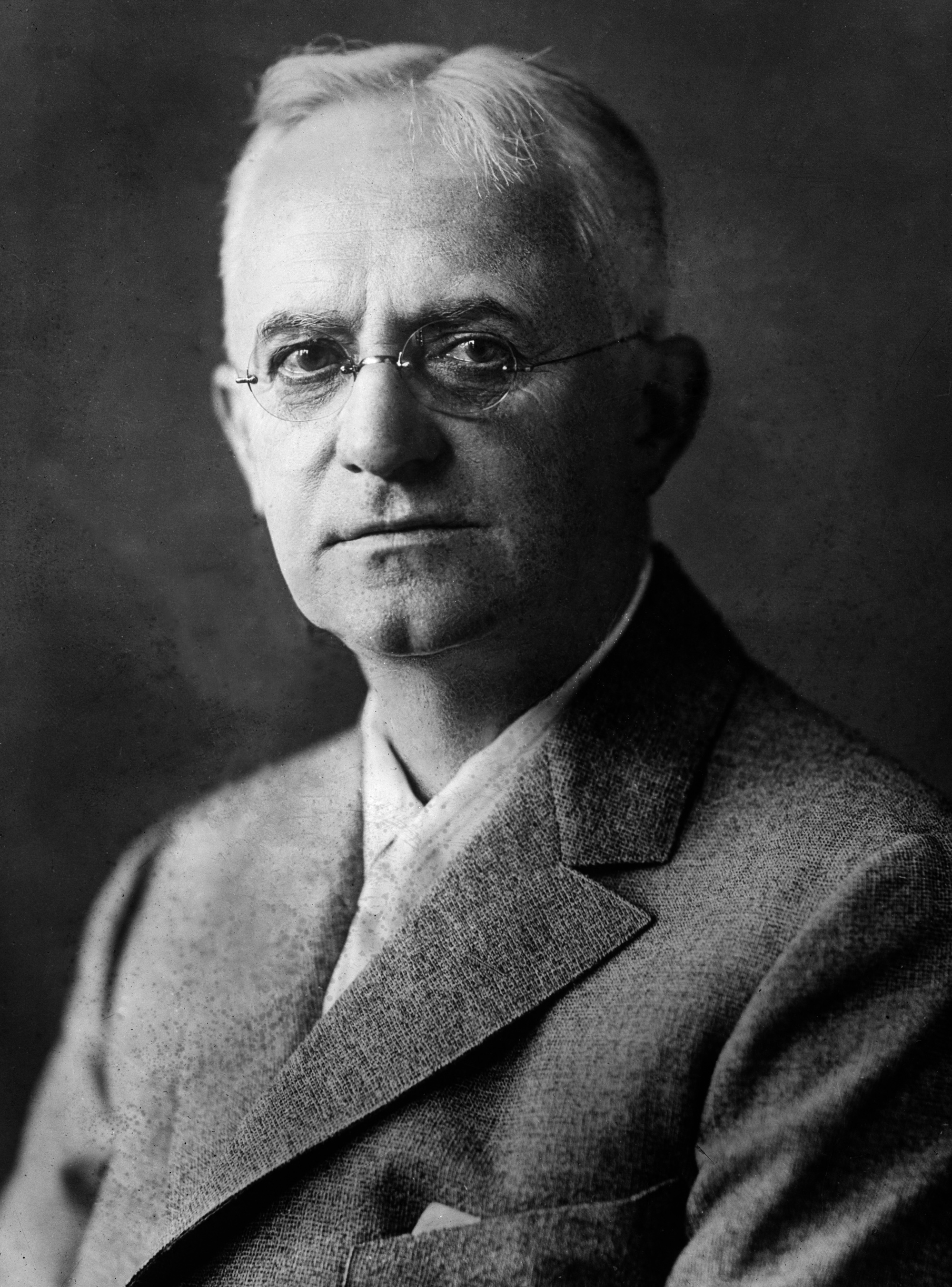
George Eastman

Het is zijn enige compositie voor orgel solo. Het is een dankbetuiging van Sinding aan George Eastman, de leider van Eastman School of Music, die Sinding had uitgenodigd (en betaald) om les te geven aan die befaamde muziekschool. Sinding, nauwelijks het Engels machtig, bedankte Eastman met Hymnus. Sinding was daarbij wel (meer dan) tweede keus; de Eastman School had eerst Jean Sibelius op het oog, maar die liet het afweten in verband met een slechte gezondheid. Sinding werd in zijn functie al snel opgevolgd door Selim Palmgren, een Fins componist. Sinding kreeg de aanstelling op voorspraak van Alf Klingenberg, aan wie Sinding al eerder zijn Jugendbilder had opgedragen.